# Les Aventures de Willy Beamish
Les Aventures de Willy Beamish (The Adventures of Willy Beamish) est un jeu vidéo d'aventure en pointer-cliquer sorti en 1991 sur Amiga et DOS. Le jeu a été développé par Dynamix et édité par Sierra On-line. Il a ensuite été porté en 1992 sur Mac OS et par Sega sur Mega-CD.

## Accueil
- Mean Machines : 68 % (MCD)[1]